# Glennascaul
Gennascaul è la prima ambientazione, di tipo dark fantasy, creata per il gioco di ruolo Dimensioni, i cui eventi si svolgono in un continente immaginario di nome Equalia.

## Il mondo
Al centro di questo mondo corrotto c'è un continente: l'Equalia, divisa in tanti regni un'epoca lontana in pace tra loro, ma ora in eterno conflitto. Esso si pone in un tempo e in uno spazio assolutamente fantastici, al di fuori di ogni catalogazione storico-temporale, inserito in dimensioni lontane e perse tra nebbie invalicabili dentro cui navigano le nostre fantasie.

## La storia dell'Equalia
Ci fu un tempo perso nella dimenticanza, in cui l'Equalia era un territorio che in poche centinaia di anni divenne sviluppato e progredito, il cui stato di evoluzione potremmo paragonare al 1400 europeo. Grandi nazioni dominavano il commercio dei mari, mercanti avidi di guadagni riempivano vicoli stretti con merci e beni provenienti da tutto il continente. Una fervente voglia di progresso era palpabile nell'aria delle grandi città dai tetti spioventi. I centri urbani pullulavano di genti animate dalla voglia di migliorare il loro mondo e la propria vita.
Le guerre non trovavano posto nei progetti dei potenti; erano definite troppo distruttive, si poteva perdere molto di più di quello che si poteva guadagnare ed era un rischio troppo alto. Una politica progredita e il dialogo erano i mezzi preferiti per mantenere buoni i rapporti tra gli stati. Le alte torri dei castelli, intorno a cui si ergevano grandi città, avevano tetti splendenti, in cui sovrani giusti regnavano per il bene delle loro proprietà e dei popoli che vi dimoravano e lavoravano. I popolani erano trattati con dignità e la terra era buona con gli uomini, i colori caldi dei frutti e delle verdure più belle adornavano orti e giardini del continente addobbandoli a festa.
Le religioni convivevano in una totale libertà di culto, che mutava da zona a zona, sempre nel rispetto pacato delle altri fedi. Il potere politico e religioso erano ben differenziati e coesistevano in maniera civile e, tutto sommato, armoniosa.
Le zone impervie e selvagge giacevano lontano dagli abitati, le terre selvagge erano controllate dagli eserciti degli stati civilizzati, che ne pattugliavano i confini cercando segni di tumulti o possibili cenni di invasioni. Si era creata una sorta di alchimia che legava assieme stati, popoli, terre, animali, amalgamandoli totalmente in una sorta di congiunzione perfetta.
Il male e l'oscurità erano lontani dalle menti degli uomini, così come lo erano dalle piazze gremite, dalle strade brulicanti di vita. I tempi della superstizione e del buio erano lontani, queste genti giovani credevano nella luce, nel lavoro, nell'amore e nella vita.
Ma l'ombra è veloce e cala silenziosa in crepuscoli cremisi e taglienti come lame senza che ce ne possiamo accorgere. Tutto ciò venne spazzato via nel giro di cento anni, dando vita, o meglio, “morte” ad un mondo triste e smembrato che sembra ora destinato all'autodistruzione.

### I viandanti grigi
In un triste giorno per tutta l'Equalia, nelle sue strade giunsero degli strani viandanti dalle vesti grigie, logore e dai nodosi bastoni di scuri legni esotici. I loro stracci lerci strisciavano sulle lastre delle strade e delle piazze, lasciando un profondo senso di disagio nelle menti di chi li incontrava. Il loro aspetto era orribile, coperti di bende putride, da cui si intravedevano carni bruciate, che emanavano un forte puzzo di decomposizione. Dietro di loro, questi sudici viandanti lasciavano una sabbia fine e scura come quella dei deserti delle terre nere del continente.
Questi straccioni presero a trascinarsi nei vicoli e nei mercanti, lamentandosi e presagendo sventure e morte per le genti che non li avessero ascoltati e non avessero assecondato la venuta di un oscuro sire. Predicavano di un antico potere che sarebbe risorto, di un'oscurità forte che avrebbe dominato su quelle terre con la potenza e il terrore. La loro voce era bassa e strozzata, le loro labbra arse sembravano non muoversi, eppure il loro sibilo era insidioso e penetrava nelle menti e nei pensieri degli uomini come una lama sottile ma affilata.
Il benessere però genera sicurezza, che diviene indifferenza e infine intolleranza. Gli abitanti dell'Equalia di conseguenza si comportarono malamente con questi oscuri profeti. Per il loro aspetto e per le eresie che enunciavano, questi bizzarri predicatori vennero scacciati, malmenati e scherniti dai cittadini che li vedevano solo come pidocchiosi esseri privi di dignità, da allontanare dalle loro belle città. Scacciati come i ratti e le mosche che si portavano appresso, gli strani viandanti chinavano il capo sibilando antiche maledizioni che incontravano solo il riso della gente.
Alcuni di loro, nonostante l'ostilità incontrata, arrivarono anche ai troni degli imperatori, che sorrisero delle loro farneticazioni e che li fecero torturare per le miscredenze che enunciavano le loro bocche dalle labbra inaridite. I potenti scacciarono i pezzenti grigi con intolleranza e ostilità nei loro confronti dopo averli torturati per ciò che andavano professando. Strani segni presero ad accompagnare le loro deliranti farneticazioni: i ratti uscivano dalle fogne accorrendo intorno ai loro sudici stracci, così gli esseri più viscidi e ripugnanti presero ad invischiare le strade con le loro bave.
I giorni, lentamente, cominciarono ad accorciarsi, le bestie ad essere inquiete ed i cani ad abbaiare freneticamente nella notte a qualcosa di invisibile agli occhi degli uomini. Nelle reti dei pescatori si cominciarono a trovare strane creature mai viste prima e le acque ribollire di orrendi richiami. Le visioni degli indovini divennero oscure e spaventose, così come le stelle del firmamento notturno assunsero intricati allineamenti che gli studiosi reputarono nefasti. Qualcosa sembrava impregnare l'aria; una sensazione, come un presentimento, un peso sulla vita dell'ignaro essere umano che diveniva sempre più pesante e opprimente, ma sappiamo benissimo che non esiste peggior cieco di chi non vuole vedere.
Nonostante questi inquietanti segni, la gente non si accorse di nulla e continuò la loro vita all'insegna della sicurezza che la loro condizione gli dava. Pochi collegarono quei misteriosi segnali alle farneticazioni di quei pazzi venuti da chissà dove.
Dopo diversi mesi dalla loro venuta, lentamente qualcosa cambiò. I loro lamenti si affievolirono e lentamente svanirono dalle piazze e dalle città così come erano apparsi. Ad uno ad uno si radunarono, assieme ai topi che gli rodevano le carni, e partirono intonando cantilene strozzate in lingue dimenticate: ma la loro dipartita non significò certo la fine…bensì l'inizio della tragedia dell'Equalia.

### Il seme del male
Quei grotteschi personaggi lasciarono i centri abitati, si spinsero a nord, sempre più a nord, finché non lambirono il limitare di una terra oscura, boscosa e gelida: Mortombra. Un richiamo antico e tremendo li attirò verso il gelo ascoltando le loro farneticazioni e i loro bui presagi. L'ombra aveva allungato i suoi tentacoli nebbiosi trovando accoliti per i suoi malvagi scopi.
Mortombra chiuse le sue zanne gelide e il nero della notte si popolò di orrendi incubi che fino ad allora erano solo spauracchi per bambini. Nessuno sa di preciso cosa sia successo poi, ma un putrido, malevolo potere si consolidò tra quelle terre e un vento carico di urla strozzate cominciò a soffiare dai picchi delle terre del nord. Una dorsale magica di immenso potere cominciò a scorrere in quelle terre gelate plasmando i suoi abitanti e la natura stessa. Un potere sempre più oscuro e nauseabondo trasudò orride essenza arcane dalla terra, dalle piante e da tutto ciò che cresceva in quei luoghi angusti. Dicono le leggende che ombre lunghe presero a danzare sopra i Montizanna, orrendi esseri scimmieschi plasmarono, con i loro artigli, nella roccia di quei monti, una fortezza nera, dalle torri fumanti, irte di cuspidi e guglie. Il metallo di fucine mosse da mani empie andò a fondersi con la roccia scura dando forma al regno dell'orrore. L'aspetto della fortezza del male era come un insieme di rampicanti dagli spuntoni aguzzi che si torcevano su un cuore ormai morto. Torri dai tetti acuminati si stagliavano in alto, come braccia contorte ed orrende, protese verso un cielo nero. Tutto in quella fortezza era male, oscurità, putridume, la culla di ogni nefandezza possibile. Il suo nome urlato dai lupi deformi di quelle terre era Glennascaul!
La sensazione era che quelle mura non fossero state costruite, ma cresciute come pustole malsane su quei monti maledetti! Forze antiche erano entrate in combutta gettando il seme di un male vecchio e addormentato che si stava risvegliando con la potenza della distruzione. Raccontano le antiche cronache che tra i ghiacci di quei monti, i viandanti grigi trovarono qualcosa, una divinità antica e demoniaca che addormentata attendeva di potersi risvegliare.
Di pari passo con le preoccupanti voci che venivano dal nord, in tutto il continente cominciarono ad accadere strani e orrendi fatti: creature notturne oscuravano la luna con le loro ali membranose, così come esseri creduti solo leggenda presero ad uscire dai loro sepolcri per avvicinarsi e ringhiare al limitare di villaggi e città. La notte aveva schiuso i suoi cancelli rugginosi ai suoi più orrendi figli.
In vari luoghi dell'Equalia si svegliò il male. Dalle paludi dello Slidan miasmi veleniferi cominciarono a rendere l'aria irrespirabile, così come sabbie mobili rendevano il passo sempre più impervio e pericoloso. Tutto ciò che era in quei luoghi divenne morto e grigio e tra le sue sabbie mobili esseri striscianti si contorcevano sibilando. Si disse che i morti si rivoltavano nelle tombe e che, animati da un'oscura magia, riprendessero a vagare sulla terra bramosi di carne umana.
Al nord-est intanto le tribù dei barbari dell'Esled diventavano sempre più agguerrite, facendo presagire bellici movimenti di guerra. Le loro asce divennero sempre più affilate e i loro sciamani iniziarono ad invocare i vecchi dei del metallo e del sangue.
A sud invece, nelle giungle i tamburi di tribù selvagge iniziarono a battere incessantemente nella notte. Antichi idoli scavati nelle cortecce nere di alberi antichi, vennero adulati di nuovo da selvaggi animati da oscure discipline. Anche nelle isole, strani movimenti cominciarono ad intorpidire le acque dei mari che le contornavano.
Anche negli stati più civilizzati inquietanti segni facevano presagire enormi disgrazie. Le donne partorivano figli deformi, orrendi e affamati, come se fossero nati dall'accoppiamento con demoni infernali. Si diceva che spiriti notturni le insidiassero, rendendole gravide di mostri orrendi per creare un esercito infernale. I bambini cominciarono a sparire nei boschi e anche nelle loro culle. Il terrore negli occhi delle madri divenne tangibile e tremendo. Il tramonto si tinse dei colori del sangue e la paura cominciò a tracimare nei piccoli villaggi isolati.
Fu però, nell'animo delle genti che avvenne il cambiamento più sinistro e imperscrutabile. L'invidia, l'odio, il rancore, la tristezza, l'oppressione cominciarono a torcere gli animi con le loro gelide strette. Le famiglie presero a dividersi, così come i clan, le tribù e le nazioni stesse. Padri contro figli, generazioni contro altre generazioni, odio su odio che faceva incenerire intere casate. Le statue dei fondatori crollarono e i poteri si ribellarono distruggendo anni di storia e tradizioni che fino ad allora erano credute irremovibili. I regnanti divennero sempre più avidi di potere e dominio che sfociavano in piccole guerriglie per territori fino ad allora ignorati. Gli eserciti si muovevano sferragliando verso i confini, alzando stendardi dai simboli bellicosi.
Per molti, tutto era un naturale sintomo del progresso che avanzava e che esigeva i propri cambiamenti, ma il male ormai si stava risvegliando è si infranse sulle vite degli uomini come un'onda assassina.

### Le piaghe di Mortombra
Fu un giorno come tanti che il sole tramontò sospinto dal gracchiare dei corvi, per non sorgere più! Una data che gli uomini non osano pronunciare nemmeno: il terzo giorno della settimana, del mese di Lungheombre dell'anno primo della lunga oscurità. Un lugubre suono di una campana fu udito in tutto il continente e nessuno seppe dire se fosse reale o fonte di una perfida stregoneria. Ad ogni rintocco, il tramonto pareva più veloce e le sue ombre più cupe e sinistre verso il baratro dell'oscurità. Finalmente l'attenzione delle genti fu catturata così che i loro occhi tradirono terrore e desolazione per ciò che stava accadendo.
L'Equalia venne fagocitata da nubi spesse e invalicabili che trattenevano la luce del sole, portando il mondo in un perenne crepuscolo dai colori cinerei. Gli uomini allora voltarono i loro volti increduli e preoccupati verso nord il panico si impossessò di loro, resesi conto che una sorta di apocalisse li stava attendendo.
Dopo quel giorno, per cento anni il sole non gettò nemmeno un raggio su quei territori e il gelo scosse le terre degli uomini. In quei tempi di oscurità, arcani sigilli furono spezzati e portali che non avrebbero dovuto essere aperti, spalancati! Glennascaul era sorta sui picchi di Mortombra e aveva portato con sé tutto il potere arcano di una magia vecchia come le rocce che componevano quei picchi e malvagia come il più nero dei pensieri.
Esseri mostruosi divennero sempre più frequenti e aggressivi nei confronti degli uomini ma le zanne dei mostri non furono tutto, venne in seguito il più cupo dei mali: grosse falene, simili a pipistrelli spettrali, vennero viste in tutti i regni centrali, il loro volo era portatore di spore velenose che recapitarono la piaga pestilenziale detta “piaga del sangue” su tutti i regni. La gente moriva senza rimedio, senza la minima possibilità di cura. Chi era colpito dalla pestilenza oscura, rinasceva sotto le spoglie di un orrendo non morto affamato di carne viva. Nei primi tempi della pestilenza non si conosceva il suo orribile risvolto e molti furono i non morti che tornarono in vita fuoriuscendo da tombe e tumuli funerari. Questo fece sì che legioni di belve mostruose presero a camminare sulle strade dei regni. Erano così assetate di sangue, che dopo il risveglio divoravano le loro stesse famiglie senza il minimo ripensamento. Gli eserciti faticavano contro quelle legione ed i cadaveri decomposti incrementavano in continuazione le file dell'esercito della morte.
Successivamente, i cadaveri dei morti della pestilenza vennero subito bruciati in grandi roghi funebri per preservare il mondo dalla terribile piaga che ormai sembrava essere troppo estesa. Le città erano in fiamme e i cumuli di cadaveri arrivavano in alcuni casi ai tetti delle abitazioni, così come il loro puzzo ammorbante che rendeva l'aria irrespirabile. Molti villaggi divennero veri centri fortificati, perennemente assediati da orde di cadaveri urlanti, che allungavano le loro grinfie, bramosi di sangue e carne vivente.

### La guerra dei cento anni
Gli dei antichi sembravano insensibili alle preghiere disperate degli uomini e molti li rinnegarono, allontanandoli dalle loro inutili suppliche. Gli stregoni ed i sacerdoti persero fiducia nelle arti arcane, che sempre più assunsero una reputazione maligna e perversa. La magia stessa divenne sempre più il simbolo del male e dei poteri oscuri dei demoni che stavano scoperchiando il continente. Tutto sembrava perso, le orde dei dannati erano sempre più forti e inarrestabili per i deboli eserciti senza più ideali degli uomini. Nell'ora più cupa però, diciassette anni dall'inizio dell'oscurità, una luce splendente giunse da est come la folgore, squarciando l'oscurità e ridando un poco di speranza all'umanità.
Un fuoco dalle vampe furiose esplose nel cielo e molti dissero di aver visto il volto di un essere alato, dalle sembianze leonine, fatto di luce e fiamme, ruggire nel nero. Quell'apparizione non restò senza conseguenze donando sei stelle infuocate agli uomini. Nessuno sa da dove siano giunti, ma sei spiriti di luce, dalle voci come il tuono apparvero a difendere l'umanità. I loro nomi erano simili a quelli di angeli delle antiche leggende, si facevano chiamare Belem, Alizer, Metiah, Lesinet, Phalem, Ghaaln. Essi asserirono di servire l'incarnazione della folgore divina, il dio Luminens. Dei, divinità antiche, eroi, santi? Domande che i popoli non si fecero, infervorati dalla loro improvvisa e abbagliante apparizione che riportò speranza nei loro cuori.
Quegli avatar di luce e fuoco presero subito le difese degli uomini schiacciati dalla notte ed una nuova religioni cominciò a delinearsi in nome della luce divina. Le genti si riunirono sotto l'ala protettiva di questi misteriosi eroi che le spronavano alla riscossa. I sei, chiamati in seguito i Sei Santi di Luminens, o i Sei Santi di Fuoco, non distrussero l'oscurità da soli, con armi o magie divine, ma diedero speranza e coraggio agli uomini, li raggrupparono, organizzarono rendendoli fieri della loro umanità.
Lentamente, un nuovo ordine si stava facendo largo nelle terre dell'Equalia. Una fede che prendeva forza da una luce che le persone da troppo tempo non vedevano, diede linfa vitale ai sopravvissuti della guerra oscura. Il vessillo della croce infuocata divenne il simbolo dei guerrieri di Luminens e sotto di esso cominciò l'offensiva a Mortombra.
L'oscurità sembrava accusare l'insurrezione dei popoli e la luce avvampante dei Sei. Re, guerrieri e sapienti alzarono il capo guardando dritto in faccia il male, per poi combatterlo e sconfiggerlo sotto il segno della luce. Scoppiò così una guerra violenta e furiosa che imperversò per tutta l'Equalia scuotendo le fondamenta di un mondo in preda al male. I campi di battaglia si macchiarono del sangue di molti prodi guerrieri, ma ancor di più furono le cataste di creature oscure, arse in enormi fuochi che illuminavano il buio. Spade contro artigli e zanne, luce contro oscurità, nella guerra che perdurò per cento anni della storia dell'Equalia.

### Il Sacro Impero della Luce di Luminens
Nella guerra oscura dei cento anni nacque, sotto la guida dei Sei Santi, il Sacro Impero della Luce di Luminens. Molte piccole monarchie svanirono per essere assorbite dalle grandi potenze ed essere forti nella lotta contro l'oscurità. I monarchi si sentirono di nuovo protetti da eserciti organizzati e dalle loro rigide regole marziali.
Il Sacro Impero della Luce era l'unione dei potenti che governavano gli stati aderenti, sotto la guida dei Sei Santi e di un consiglio di saggi. Questo nuovo assetto stava dando all'Equalia una nuova struttura politica, e, come vedremo, religiosa. Un nuovo culto, che univa in se il potere religioso, politico e militare prese forma con il nome di culto di Luminens, ed era presieduto dall'ordine dei Sei Santi come più alte autorità. Un ordine di chierici guerrieri impugnò il potere sfruttando anche la disperata situazione e le poche certezze che la gente ormai aveva. Nacquero così i sacerdoti-guerrieri, abili nella guerra quanto nella magia, guidati dal saggio Efelius Sirdbert, padre dell'odierno capo dell'ordine Nardius Sirdbert.
Ai sacerdoti del culto non bastava più solo la fede, ma vennero coperti di metallo pesante e forniti di lame affilate con cui abbattere le creature della Corte Infame. Il fuoco ardeva sulle peci dei loro martelli e i grandi libri della fede pendevano dalle loro vesti. Grandi cattedrali, irte di cuspidi e doccioni mostruosi, vennero erette e consacrate a Luminens, signore della luce, giunto tramite i suoi Santi a salvare il mondo degli uomini. I vecchi culti vacillarono e si estinsero soffocati dal nuovo e dilagante culto.
I segni di questo nuovo dogma cominciarono a dare i primi segnali di riscossa. A Shar-Magus il potere degli stregoni, capeggiati dal demoniaco Nat Dimegisrtus, cominciò a venire meno, stretto nella morsa arcana delle energie scatenate dalla Fratellanza dell'Ala Celeste. Una potente guerra magica si aizzò sull'isola degli stregoni e il potere dell'Arcano Superiore fu per il momento soppresso, esiliando l'oscuro monarca dell'isola ed i suoi adepti isolani, in una sorta di forzata prigionia. Le dorsali magiche di Shar-Magus vennero incatenate ed i loro flussi perversi affievoliti. Ma non fu solo una guerra magica a far tremare il cielo e la terra. I guerrieri monastici della sacra luce fecero crociate tra le paludi fosche dello Slidan, combattendo contro la regina putrefatta dei non-morti, Ruin, riuscendo a ricacciare i suoi eserciti nei loro sepolcri. Il fuoco e la luce erano con loro, sulle loro armi e nei loro animi.
Tristitius un virtuoso discepolo del venerabile Julius Judinsen dell'Ala Celeste, unito ai chierici come mentore arcano, riuscì a scapito della propria vita a distruggere l'odiata signora della non morte. Fu una lotta aspra e tremenda che portò molti chierici alla follia, ma chi resistette sedette fiero su cumuli di cadaveri putrefatti appoggiando i loro martelli sui crani divelti. Di pari passo anche la pestilenza nera andava sempre più restringendo il suo campo d'azione ed i suoi nefasti effetti. Le farfalle spettrali venivano incenerite ed il loro volo tetro si fece sempre più raro con l'affievolirsi delle dorsali magiche di Mortombra e dei suoi adepti.
Anche i popoli bellicosi del nord vennero respinti dall'unione degli eserciti dell'Impero e rispediti nelle loro lande gelate dopo furiose battaglie di confine. Il passo dei barbari stava vacillando sotto la strenua resistenza dell'Impero di Luminens. Il popolo umano stava tornando padrone del proprio continente con battaglie leggendarie e guerrieri che divennero veri miti nelle canzoni intonate dai bardi. Lo scintillare delle armi consacrate alla luce fenderono l'oscurità, ricacciarono all'inferno molti creature oscure bagnandosi del loro sangue nero. Lentamente, il male fu respinto nelle terre del nord e la sua azione venne ridotta nel resto dell'Equalia.
Dopo molti anni venne il tempo di marciare sulle lande maligne e ghiacciate dove si ergeva l'odiata Glennascaul. Fu tentata un'invasione nelle terre di Mortombra, che produsse battaglie tremende smuovendo i cieli e la terra. Gli eserciti dei regni marciavano fianco a fianco sotto lo stendardo di Luminens e nulla sembrava rallentare i loro passo. Le forze in campo smossero le profondità del continente in uno scontro di proporzioni titaniche.
Nonostante un'apparente vittoria da parte dell'Impero, il male era stato soltanto incatenato, ma non definitivamente distrutto. Efelius Sirdbert spronò i suoi chierici in un'epica battaglia che fece balzare urla di furore per molti chilometri, echeggiando con il tuono e le risa di scherno dei demoni neri. Lo scontro fu tremendo, agli eserciti del Sacro Impero si unirono anche quelli dei guerrieri-orso delle Steppe Agriruggini guidati dall'allora giovane Re Krengher Darkan, che verrà poi detto “il pensieroso”.
Lord Feretral, dicono le leggende, fu vinto ironicamente dal sangue del suo stesso sangue e non dagli uomini. Suo fratello Setheriel, un mezzo demone ribelle al potere oscuro, lo sconfisse severamente in uno scontro leggendario che spaccò in due la torre più alta di Glennascaul. La campana della notte, blasfema reliquia maledetta che portò l'oscurità nel continente, fu distrutta dai chierici della luce in una lotta che esigette molte vite. La battaglia infine fu vinta, ma il frutto marcio dell'oscurità resistette ancora e non venne estirpato una volta per tutte.
La fortezza nera non cedette e al suo interno l'ombra restò imprigionata tra le sue mura, maledicendo la luce e i suoi eroi.
Gli uomini però non si fermarono con la parziale vittoria nelle terre del nemico. Fu eretta la Muraglia Luminosa, un'opera maestosa che separava fisicamente il regno oscuro di Mortombra dal resto del continente. In concomitanza con l'erezione della muraglia, fu fondata Lisenta, la città fortezza presieduta dal sacro esercito dell'Impero a salvaguardia delle nazioni. Finalmente il male era stato arginato, anche se ombre lunghe regnavano ancora nel profondo nord. Le nubi si diradarono il centesimo anno dal suono della campana della notte e sorse una nuova era, che venne detta, forse troppo ottimisticamente, Era Radiosa. Quel giorno divenne l'anno zero del calendario dell'Equalia e divise il passato oscuro da un incerto futuro.
Le nubi divennero meno spesse, perdendo il loro potere oscuro e sottili raggi di sole si fecero strada risplendendo su una terra fredda. Di nuovo il sole tornò ad accarezzare i volti stravolti delle genti e a rispedire gli esseri striscianti nei loro nascondigli sotterranei, lontano dallo sguardo dell'uomo. Le folle tenevano il volto rivolto verso il cielo socchiudendo gli occhi, infastiditi dalla luce a cui non erano più abituati. Il buio era battuto ed il sole era tornato a rischiarare, seppur blandamente, le terre del continente.
I Grigi, a Mortombra ringhiarono gettando maledizioni tremende sugli uomini, ma il loro potere non era più nulla in quel mondo di nuova luce. Glennascaul era braccata e ciò che in essa si contorceva ringhiando, non poteva fare nulla per ribellarsi alle catene del Sacro Impero, almeno per ora.
Il male sembrava debellato, ma a quale prezzo?
Nulla era più come prima e non lo sarebbe stato mai più!

### L'Equalia oggi
Cinquanta anni sono passati dalla fine della guerra oscura e molte cose sono cambiate dai tempi che furono. Gli uomini hanno riacquistato la libertà a caro prezzo e molte cose che in passato erano sembrate buone, ora sono divenute fonte di un nascosto male. Dopo la guerra, il continente aveva subito dei pesanti cambiamenti a livello politico e anche geografico. Oltre a ciò, vi erano ancora gli strascichi di quel lungo periodo immerso nelle ombre più cupe. L'antica guerra contro il male aveva lasciato segni indelebili, frutti orrendi di una contaminazione inesauribile: nella terra, nelle acque, in cielo e soprattutto nel cuore delle genti. Una nuova sicurezza, data dalla vittoria nei tempi lontani, aveva reso molti regnanti megalomani e bramosi di comando. Il marcio aveva preso il sopravvento insinuandosi come una serpe nei pensieri e nelle azioni dei popoli.
Ma se qualcosa di maligno sembrava guidare le azioni ed i pensieri dell'uomo, negli angoli bui del continente qualcosa era rimasto ancora in silente attesa. Gli orridi esseri che l'oscurità aveva generato non furono sconfitti definitivamente, si rintanarono in foreste buie, in grotte profonde o in abissi scuri, lontano dalle genti, pronti a far scattare le loro mandibole irte di zanne al primo segno di indecisione. Sentivano il potere oscuro delle dorsali magiche pulsare, attendendo ancora il fluire di un'antica potenza. Gli esseri deformi partoriti dalle donne negli anni oscuri, gli orrendi non morti della pestilenza nera e altre creature delle tenebre sopravvissute, si erano ritirati nelle zone più inaccessibili del mondo aspettando che il passo dello stolto lo portasse nelle vicinanze delle loro tane o che il richiamo del male fosse ancora potente come un tempo.
Le creature oscure generate dalla magia maligna di Mortombra restarono quindi nell'Equalia, inquinandone i luoghi più sinistri e dispersi con le loro ombre mostruose. I loro corpi si raggomitolarono sotto radici di alberi contorti, in un sonno vicino alla morte che generava immondi incubi nelle menti dei dormienti. Il male era stato scacciato, ma molti dei suoi figli erano solo in attesa di ridestarsi, per distruggere gli uomini e la luce. Le genti dei piccoli villaggi temevano la notte come il più grande dei mali, perché sapevano che cosa si annidava ancora al suo interno. Temevano il buio e nemmeno la luce delle torce li poteva preservare da tale paura. Nelle grandi città invece, in preda ad una sorta di impavida stoltezza, le persone si sentivano al sicuro e quasi si prendevano gioco dei racconti dei vecchi o delle cronache antiche.
Nella capitale dell'Impero, Quanala Lux, i Sei Santi di Fuoco erano svaniti alla fine della guerra, lasciando il comando ai Venerabili Sei, una sorta di consiglio che ne prese le funzioni (ed altri organi che vedremo nella descrizione dell'atlante dedicata all'Impero). Così come erano misteriosamente apparsi, i Sei Santi svanirono in una vampa di fuoco in cui molti videro di nuovo il ruggente leone alato di luce e fuoco. Dettarono ai loro scribi gli scritti sacri del culto, su come la religione di Luminens avrebbe dovuto essere sviluppata ed organizzata nel tempo. Il credo era a quei tempi limpido e privo di corruzione, ma i riflessi dell'ombra latente del male si stese presto anche su di esso. Negli anni, le scritture furono storpiate nel significato e adattate alla crescente bramosia di forza, potere e dominio degli uomini, perdendo il loro antico significato. La luce divenne il simbolo del potere totale e imprescindibile e ogni più piccola insinuazione di corruzione punita con pesantissime sanzioni.
Nacque, negli anni seguenti la guerra, una ferrea repressione di qualsiasi corrente magica che non sia stata sovrintesa dall'Ala Celeste, unico organo di regolazione del magico nell'Impero. La magia era il male, la fonte di ogni corruzione fisica e mentale e, come tale, non poteva restare nei regni che servivano la luce. Nacque il tremendo organo degli inquisitori di Luminens, guidati da un folle esaltato che si faceva chiamare Domicus, il sommo e infallibile giudice supremo. Questa branca di esagitati, sadici e pervertiti, erano guerrieri che avevano il compito di scovare gli eretici dei vecchi culti, o peggio i praticanti delle oscure arti magiche. Le loro torture, che chiamavano purificazioni, divennero una delle pratiche più temute nei regni dell'Impero, forse ancora più che le creature della notte. Il sospetto, l'allusione malevola, la sentenza e la condanna divennero mali peggiori e pericoli più reali dell'oscurità stessa. Il terrore venne più volte accostato alle gesta della casta degli inquisitori della luce, che avevano il compito di debellare ogni sintomo di male. La fede nella luce divenne eccessiva, estrema, creando una vasta schiera di fanatici sostenitori del culto che imperversavano in tutto il continente.
La religione mutò in una sorta di tirannia, con orde di chierici e inquisitori esaltati pronti a scovare il male anche dove non vi fosse. Le genti dell'Impero vivono ora nell'angoscia di fare qualche gesto che possa far ricadere il dito inquisitore dei soldati di Luminens su di loro, pena orrende torture e, solo dopo una lunga agonia, la morte!
Il culto, in questi anni bui pretende più di quello che ormai offre, divenuto ossessivo e obbligatorio per tutte le genti del centro del continente. I popoli dei regni sono ora frammentati e divisi da incomprensioni, tensioni, rivalità che li allontanano facendoli sfociare aspri conflitti. Le città sono solo pallide parodie di ciò che un tempo erano, così come i commerci e tutte le attività che resero l'Equalia il continente evoluto che era.
La decadenza vela ogni cosa con il suo manto rugoso e disgregante. Pareti corrose dal tempo reggono strutture stanche, antiche che nascondono sentimenti e reminiscenze di disgrazie vivide. Rampicanti grigi si ritorcono su mura cadenti di abitazioni vetuste, che rispecchiano la decadenza dell'animo delle genti di questa epoca. Le fiaccole vedono, notte dopo notte, affievolirsi il loro bagliore, allargando sempre più le zone d'ombra in cui si insinuano gli incubi più orribili che ancora insidiano il sonno degli uomini. I bracieri ardono essenze esotiche nella speranza di spergiurare ciò che si annida negli angoli bui della mente dell'uomo. Il simbolo di questo mondo è la rovina, sia essa accostata a cose o a persone.

## Geografia
L'Equalia è un continente vasto, di dimensioni simili alla nostra Europa. È una gigantesca penisola attaccata alla terraferma solo dallo stretto del Silvallis, al confine con il regno di Nirania. L'Equalia, attualmente, è divisa in diversi regni che sono:
- Estralia
- Arilasia
- Gendor
- Nirania
- Terre Nere
- Slidan
- Mortombra
- Vistyria
- Shandar
- Aurica
- Itruria
- Silvallis
- Urabh
- Esled
- Steppe Agriruggine
- Urabh del Sud
- Mothra
- Shar Magus
- Slanir
- Limenthia

## Personaggi
Nel mondo di Glennascaul non vi sono classi di personaggi, proprio perché il concetto di classe non esiste in Dimensioni. Vi sono però numerosi archetipi che rappresentano alcune delle professioni più comuni, e più giocabili, all'interno dei regni dell'Equalia. Ognuno di questi archetipi possiede una serie di abilità che variano a seconda del paese di provenienza, permettendo una vasta combinazione di personaggi giocabili. Ad esempio un Ladro dello Slanir non avrà le stesse abilità, valori e caratteristiche fisiche di un Ladro del Silvallis in quanto entrambi provengono da regni culturalmente ed etnicamente diversi. Gli archetipi sono:
- Guerriero Tribale
- Mezzo Demone
- Cacciatore
- Sciamano
- Predone
- Nomade
- Ammaestratore
- Pirata
- Guerriero Oscuro
- Evocatore
- Soldato
- Ladro
- Monaco
- Iniziato
- Assassino
- Marinaio
- Giocoliere
- Mercante
- Erborista
- Cacciatore di Demoni
- Spia
- Gladiatore
- Bardo
- Mercenario
- Vagabondo
- Stregone
- Nobile
- Chierico
- Politico
- Alchimista
- Inquisitore

## Divinità
Il panteon di divinità presenti nei regni dell'Equalia è vasto e numeroso. Tra i culti maggiori possiamo enumerare:
- Luminens, il leone dorato: è il dio della luce e della legge adorato in tutto l'Impero.
- Shulgaret: è dio del male ed è venerato nelle Terre Nere, Shar Magus, dai barbari sanguinari dell'Esled e, ovviamente, nei regni di Mothra e Mortombra.
- Culti dell'Arilasia: divinità selvagge e grottesche adorate soprattutto in Arilasia.
- I dei Asann: si racconta, nei testi ancestrali, che gli Asann erano un popolo che viveva, sulla terra, molto tempo prima della venuta dell'uomo, dominandola con la forza e con il terrore. Sono adorati nella regione dell'Esled.
- I dei Vorrof: divinità dalla testa di orso sono dei primordiali e legati all'antico spirito della natura e delle bestie selvagge. Il culto è diffuso nelle Steppe Agriruggini.
- Il Verme Divoratore: le divinità di questo credo corrotto e maledetto sono essenzialmente tre: Draman'Lug, Ruin e Uzgùrba. Il culto è presente nello Slidan, anche se quasi tutti i suoi seguaci sono stati dispersi e distrutti durante la Guerra Oscura.
- Angrid-Lam: la fonte divina adorata dalle rudi genti del regno di Gendor è un'energia che racchiude in se ogni vagito vitale ed ogni molecola di ciò che nasce, cresce e muore nella natura.
- Haran: divinità legate perlopiù al mondo delle ombre che accoglierà l'anima al momento della morte o accostati a mansioni legate alla quotidianità. Il culto si è diffuso nella Vistyria e Shandar.
- Gli Dei Vorticosi: culto molto antico e strettamente correlato con la casta di guerrieri Lath-N'Amha, presente in Estralia ed Arilasia.
- Le Bestie di Prima: sono le essenze incarnate degli animali che un tempo dominavano sulle estese steppe o nelle foreste di tutto il continente, ora adorate solo nell'isola di Slanir.
- Mander del deserto: ritenuto il sommo, l'infallibile, il soffio del deserto e signore dei popoli delle sabbie. Il culto è diffuso nella Nirania e in parte nelle Terre Nere.
- Manthas e Shilit: questi dei subacquei sono definiti fratelli e rappresentano le varie facce del mare. Il culto è presente nell'arcipelago di Limenthia e in Aurica.
- La dea Maoli: detta la grande madre. L'unica divinità a cui le genti dell'Urabh si prostrano è la dea della fecondità e della creazione.
- Merrow l'antico: dio bucolico dei boschi e delle emozioni è forse uno dei più antichi dell'intero continente accanto a quello di Manthas e Shilit, presente ancora nei regni dell'Itruria, Silvallis ed Aurica.
- Venophium: vero Dio del deserto (in feroce contrapposizione all'odiato impostore, il Dio Haran di cui Venophium è fermo oppositore) è adorato dalla popolazione dello Shandar.
- La dea Wingran: il culto della Sorellanza Radiosa è dedito alla fede nella dea della luna e della fertilità presente nelle antiche terre del Silvallis.

## Manuali
L'intera ambientazione è composta da tre volumi, interamente in PdF, ognuno dei quali approfondisce un aspetto del mondo dell'Equalia.

### Libro I: Manuale del Giocatore
Descrive in cosa consiste questo tipo di ambientazione ripercorrendo l'intera storia del continente dell'Equalia e descrivendone in dettaglio ognuno dei suoi regni. Viene spiegato come creare un personaggio prendendo in considerazione tutti gli archetipi possibili in Glennascaul e vengono esaminate un'ampia gamma di armi ed equipaggiamenti.

### Libro II: Manuale del Narratore
Descrive, per il Narratore, alcuni aspetti fondamentali del mondo dell'Equalia; come si svolge la vita nei regni che ne fanno parte, le lingue, il denaro, il susseguirsi delle stagioni, il cielo, le risorse e così via. Vengono esaminate le varie religioni e divinità adorate nei regni, spiegato come funziona la magia e quali sono le sue varianti in questo mondo di tenebra, mostrate le malattie e i veleni più terribili, e chiarito come affrontare e giocare avventure e campagne in questa losca ambientazione.

### Libro III: Manuale delle Creature e dei Personaggi
Descrive i personaggi e le organizzazioni più importanti del mondo di Glennascaul, le sue inquitanti creature, attraverso dettagliate ed esaustive schede.